# Comté de Tate
Le comté de Tate est situé dans l’État du Mississippi, aux États-Unis. Il comptait 25 370 habitants en 2000. Son siège est Senatobia.